# Nymphidium lenocinium
Nymphidium lenocinium är en fjärilsart som beskrevs av William Schaus 1913. Nymphidium lenocinium ingår i släktet Nymphidium och familjen Riodinidae. Inga underarter finns listade i Catalogue of Life.